# Afrikamesterskabet i håndbold 1974 (kvinder)
Afrikamesterskabet i håndbold 1974 for kvinder var den første udgave af Afrikamesterskabet i håndbold for kvinder. Turneringen samlede de bedste kvindehåndboldlandshold i Afrika. Turneringen blev afholdt i Tunis, Tunesien.

## Placeringer
| Plac. | Hold     | Kommentar |
| ----- | -------- | --------- |
|       | Tunesien |           |
|       | Senegal  |           |
|       | Egypten  |           |
| 4.    | Uganda   |           |
| 5.    | Algeriet |           |